# Wir hau’n die Pauker in die Pfanne
Wir hau’n die Pauker in die Pfanne (mit Untertitel Die Lümmel von der ersten Bank, 5. Teil) ist eine deutsche Filmkomödie, die 1970 unter der Regie von Harald Reinl in Baden-Baden, Lindau im Bodensee, Offenburg und München gedreht wurde. Die Hauptrollen sind mit  Uschi Glas, Hansi Kraus und Theo Lingen besetzt, in Gastrollen agieren unter anderem Fritz Wepper und Karl Schönböck. Der Film ist der fünfte Teil der Filmreihe Die Lümmel von der ersten Bank.
Die Produktion von Franz Seitz wurde am 8. Juli 1970 im Favorit in Baden-Baden uraufgeführt. Der Film wurde insgesamt von etwa 2,5 Millionen Kinogängern besucht.

## Inhalt
Pepe Nietnagel lernt Gotthold Emanuel Taft, den vor Jahren nach Afrika ausgewanderten Zwillingsbruder des Direktors Gottlieb Taft, kennen. Gotthold möchte sich für die Kritik seiner Person durch seinen spießigen Bruder revanchieren und schickt ihm deshalb einen Brief, in dem er ihm seinen Tod mitteilt und der Schule ein hohes Erbe in Aussicht stellt. Überbringer dieser Nachricht ist Notar Munk, der Vater eines Mitschülers von Pepe. Damit Direktor Taft das Erbe antreten kann, müssen allerdings einige Klauseln im Testament erfüllt werden: Er muss ein afrikanisches Pflegekind aufnehmen, das sich als Schimpanse erweist, und außerdem eine Straftat begehen, was dem braven Mann sehr schwerfällt. Eine weitere Bedingung ist, dass kein Schüler am Mommsen-Gymnasium sitzenbleiben darf.
Bei dem Versuch, die Klauseln zu erfüllen, kommt es zu allerhand Schwierigkeiten und Verwicklungen, an denen natürlich auch Pepe und seine Freunde nicht unbeteiligt sind. Dr. Taft versucht sich als Dieb, Schwarzfischer und betrunkener Autofahrer, muss allerdings zu seinem Leidwesen feststellen, dass die Polizei beim Direktor des örtlichen Gymnasiums gern beide Augen zudrückt. Mit Pepes Hilfe kommt er als vermeintlicher Duellant doch noch ins Gefängnis, während sein Zwillingsbruder sich in der Zwischenzeit als „Direktor“ ausgibt und Schüler und Kollegium mit völlig neuen Wesenszügen überrascht. Nach der Haftentlassung kommt es zum Zusammentreffen der Brüder, bei dem der echte Dr. Taft nicht nur seinem Bruder vergibt, sondern ihm auch zu einem unfreiwilligen Bad im von ihm gesponserten Schwimmbecken verhilft.

## Entstehungsgeschichte

### Vorgeschichte
Für das Jahr 1970 kündigte der Constantin-Filmverleih zwei Filme des „Pauker“-Genres an. Neben dem von Franz Seitz hergestellten fünften Teil der „Lümmel“-Reihe, Pauker sind zum Ärgern da (späterer Titel: Wir hau’n die Pauker in die Pfanne), war dies die Lisa-Film-Produktion Wir machen Musik – da wackelt die Penne (später Musik, Musik – da wackelt die Penne). Daneben plante Ilse Kubaschewskis Gloria-Filmverleih im selben Jahr den nie realisierten Peter-Alexander-Film Unser Pauker ist der Größte sowie die Komödie Das haut den stärksten Pauker um, die letztlich als Unsere Pauker gehen in die Luft in die Kinos kam. Ebenfalls 1970 erschien die von Horst Wendlandt produzierte Neuverfilmung Die Feuerzangenbowle, die der Inter-Filmverleih vertrieb.
Für den fünften Teil der „Lümmel“-Reihe stand dem Produzenten Franz Seitz zum zweiten Mal der Regisseur Harald Reinl zur Verfügung. Als feste Hauptdarsteller der Reihe sah man Hansi Kraus, Theo Lingen, Uschi Glas, Rudolf Schündler, Ruth Stephan, Balduin Baas und Hans Terofal. Für Gastrollen konnte man unter anderem Fritz Wepper und Karl Schönböck verpflichten.

### Produktion
Die Dreharbeiten fanden vom 19. März bis 4. Mai 1970 statt. Außenaufnahmen entstanden in Baden-Baden, Lindau im Bodensee, Offenburg und am Maximiliansgymnasium in München, das zum dritten Mal als Mommsen-Gymnasium zu sehen war. Auch einige Innenaufnahmen drehte man in München. Der im Film verwendete Schimpanse Sammy junior stammte aus dem Zirkus Sarrasani. Um die Kussszene auf dem Boot im Bodensee aus der Luft zu filmen, wurde ein Hubschrauber bestellt, der Kameramann angeschnallt und die Tür ausgehängt, sodass er sich weit hinauslehnen konnte.

### Filmmusik
Zum vierten Mal war Rolf Alexander Wilhelm als Filmkomponist für einen Teil der Reihe verantwortlich. Die Musikaufnahmen fanden im Scala-Studio München (Toningenieur: E. Kramper) statt, ein Titel (Soul’ Ong) ist auf der CD Hard Hitting – Wewerka Soul Jazz Library (Sonorama C-34/L-34) veröffentlicht. Das Titellied Wir hau’n die Pauker in die Pfanne wurde von Heinz Gietz produziert. Komponist war Friedel Berlipp, den Text schrieb seine Ehefrau, Gräfin Trine von Stolzenau. Es erschien als Single auf dem Label Cornet.

## Rezeption
Die FSK gab den Film am 29. Juni 1970 ab sechs Jahren frei. Obwohl er nicht die Besucherzahl seines Vorgängers erreichte, erwies er sich für den Produzenten abermals als großer geschäftlicher Erfolg. Nach zahlreichen inoffiziellen „Pauker“-Filmen wurde die echte „Lümmel“-Reihe 1971 mit Morgen fällt die Schule aus fortgesetzt.

### Kritiken
„Wieder ein Film, in dem sich verknöcherte oder vertrocknete Lehrer von ihren Schülern terrorisieren lassen müssen. Schüler, die so übel nicht sind, wenn nur die Erwachsenen den richtigen Ton fänden und einen kleinen Schritt von ihrem Sockel der Autorität hinabstiegen. Schade, daß alle Szenen nur ‚angeritzt‘ werden. Ein Trost: Theo Lingen in einer Doppelrolle und ein – Affe!“

„Fünfter Teil der ‚Lümmel‘-Serie; dümmlicher Klamauk wie gehabt.“

„Diese Albernheiten tun fast schon weh.“

„Trotz doppeltem Lingen will nix gelingen.“

„Alberne Einfälle und szenischer Klamauk bewegen sich im Niveau der früheren Filme. Anspruchslose Unterhaltung.“